# TYC 2505-672-1
TYC 2505-672-1（別名：MASTER OT J095310.04+335352.8）とは、太陽系からおよそ4700光年の距離にある恒星で、こじし座にある連星系である。69.1年の周期と3.5年の減光期間を持つ長周期の食変光星と考えられている。発見時点で既知の食変光星として最も長い周期を持つ天体であり、それまでぎょしゃ座イプシロン星が保持していた最長記録を2.5倍も塗り替えた。
TYC 2505-672-1の状況はぎょしゃ座イプシロン星に似ている。明るい巨星である主星と星周円盤に囲まれた暗い伴星とが連星系をなし、その軌道面が偶然太陽系に真横を向けた配置になっている。そのため連星系の公転運動に伴って円盤が主星の光を周期的に覆い隠す。主星はスペクトル分類がM0～2IIIの赤色巨星である。伴星は主星よりずっと暗い天体で、恐らく高温の準矮星であり、温度は8000ケルビン程度と考えられている。伴星を取り囲む円盤は数天文単位の直径があると計算される。
TYC 2505-672-1の最近の減光は2011年から2014年にかけて起きた。次の減光は2080年4月から2083年9月にかけて生じることが予測されている。

## 減光の発見と観測
TYC 2505-672-1の減光は、2011年から2012年にかけてMASTER Global Robotic Net、KELT・ASAS-SN・カタリナ・スカイサーベイなどの自動化された天体サーベイで捉えられ始めていた。2013年2月にD. DenisenkoらのMASTERの研究者たちが「アストロノマーズ・テレグラム」でTYC 2505-672-1の変光を発見したと報告した。アメリカ変光星観測者協会 (AAVSO) のデータベースには当初「かんむり座R型変光星の疑いあり（suspected R CrB star）」として登録されたが、減光のタイムスケールはR CrB型変光星と異なっていた。減光の幅は4.5等級以上、期間は3.5年に及んだ。
TYC 2505-672-1の変光が明らかになると過去にこの星の減光が記録されていないか調べられた。2014年にハーバード大学天文台の乾板写真をデジタルデータ化したアーカイブが公開され、その中に1942年から1945年にかけてTYC 2505-672-1が減光したことが記録されていた。これらのデータからTYC 2505-672-1が69.1年に及ぶ周期を持つことが確かめられた。
食の期間中と期間後にロシアにあるBTA-6望遠鏡の分光器でスペクトルが取得された。可視光スペクトルは通常の赤色巨星と同じであり、食の内外では明るさが変わっただけで顕著なスペクトルの変化は見られなかった。一方でGALEX宇宙望遠鏡はTYC 2505-672-1が赤色巨星としては異常に強い紫外線を放射していることを記録していた。紫外線は主星ではなく伴星から放射されるものと見られ、伴星は有効温度8000ケルビンで半径が0.1～0.5太陽半径と推測された。この温度とサイズには、赤色巨星が外層を失って形成されるタイプの準矮星が該当する。円盤は過去に巨星から準矮星に変化した時の名残かもしれない。
TYC 2505-672-1はぎょしゃ座イプシロン星に似ているが、いくつか異なる点がある。TYC 2505-672-1はぎょしゃ座イプシロン星よりも減光率が大きく、減光と復光でほぼ対称な光度曲線を示している。また、ぎょしゃ座イプシロン星では減光中に一時的な増光（円盤の隙間から光が覗いたものと解されている）が起きるが、TYC 2505-672-1では見られない。これらの違いは恒星や円盤の性質・配置の違いによるものと考えられている。